# Vice新聞
VICE新聞（英語：VICE News）是一個Vice媒體屬下的新聞媒體，創立於2013年12月，在紐約、倫敦、柏林、墨西哥城、聖保羅、洛杉磯、伊斯坦堡、莫斯科、北京和喀布爾等地擁有超過100名新聞工作人員，分屬於35個新聞分局。Vice新聞與同一集團屬下的Vice雜誌一樣以Y世代為目標觀眾對象，希望能使年輕一代提升對世界時事的關注度，而其付出也受到了肯定。
截至2015年4月，Vice新聞的YouTube頻道每月影片瀏覽量平均達二千五百萬。

## 歷史
在Vice新聞升級成為獨立部門前，Vice媒體屬下國際新聞部製作過關於以巴衝突、2013年土耳其反政府抗議運動、敘利亞內戰等議題的新聞紀錄片，全部透過Vice媒體的YouTube頻道與其他綜藝節目一同發佈。2013年4月，Vice媒體發佈了一段關於NBA球星丹尼斯·羅德曼在北韓的貼身採訪，不久後更進行了一系列相關的專題紀錄片，深入俄羅斯西伯利亞採訪被逼在當地勞動營工作的北韓人，新聞部門的工作開始受到關注。
2013年12月，Vice媒體決定將原本屬下的國際新聞部升級成為新的獨立部門，「Vice新聞」隨即成立其專屬的網站和YouTube頻道，但依然附屬於母公司Vice旗下。
2014年9月17日，Vice新聞推出了iOS專用的智能電話應用程式。

## 製作內容
Vice新聞主要採用貼身深入的方式為一些較少為人知的時事議題製作紀錄片，並上載於其YouTube頻道，同時在網站發佈文字報導相佐。此外，Vice新聞的YouTube頻道也會每天發佈一段名為「頭條以外的新聞」（News Beyond the Headlines）短片，簡略報導一些在國際上得不到太多關注的重要新聞。

### 新聞專輯
進行中
- 《中非共和國危機》（Crisis in the Central African Republic，2013年12月13日－）：報導在中非共和國發生的衝突，至今共製作5段專題影片。[11]
- 《瀕臨崩潰的泰國》（Thailand on the Brink，2014年4月8日－）：報導泰國2014年軍事政變前後的衝突，至今共製作7段專題影片。[12]
- 《阿富汗選舉》（Elections in Afghanistan，2014年6月14日－）：採訪2014年阿富汗總統選舉，至今共製作5段專題影片。[13]
- 《伊拉克之爭》（The Battle For Iraq，2014年6月17日－）：報導伊拉克戰爭結束後當地的不穩情況，至今共製作10段專題影片。[14]
- 《火箭與報復》（Rockets and Revenge，2014年7月10日－）：報導2014年開始的以巴衝突，至今共製作12段專題影片。[15]
- 《弗格森，密蘇里州》（Ferguson, Missouri，2014年8月19日－）：報導邁克爾·布朗命案引發的一連串民眾示威、衝突和地方政府實行的宵禁，至今共製作11段專題影片。[16]
- 《往伊斯蘭堡的行軍》（The March on Islamabad，2014年8月31日－）：報導巴基斯坦反對派領䄂伊姆蘭·汗帶領的大規模反政府示威及白沙瓦學校襲擊事件後的社會動盪，至今共製作5段專題影片。[17]
- 《巴黎槍擊》（Paris Gun Attack，2015年1月8日－）：報導法國巴黎查理周刊總部槍擊案後的社會反應，至今共製作4段專題影片。[18]
- 《墨西哥的熾熱土地》（Mexico's Hot Land，2015年3月9日－）：報導墨西哥警察（英语：Federal Police (Mexico)）緝捕毒梟的過程，至今共製作4段專題影片。[19]
- 《巴爾的摩，馬利蘭州》（Baltimore, Maryland，2015年4月29日－）：報導弗雷迪·格雷之死引發的騷亂和宵禁，至今共製作3段專題影片。[20]
- 《多明尼加僵局》（Dominican Deadlock，2015年6月16日－）：報導在多明尼加共和國工作的海地人面對被遣返本國的情況，至今共製作3段專題影片。[21]

已完結
- 《普京俄羅斯下的年輕人和同性戀者》（Young and Gay in Putin's Russia，2014年1月13日－1月17日）：報導俄羅斯同性戀者在普京管治下的待遇，共製作了5段專題影片。[22]
- 《的黎波里軍閥》（Warlords of Tripoli，2014年2月3－7日）：報導黎巴嫩的黎波里的阿拉維派被遜尼派武裝份子和敘利亞反對派欺壓的一連串衝突，共製作了5段專題影片。[23]
- 《深入阿富汗國民軍》（Inside the Afghan National Army，2014年2月24－27日）：採訪美軍開始撤兵後的阿富汗國民軍，共製作了5段專題影片。[24]
- 《崛起的委內瑞拉》（Venezuela Rising，2014年2月27日－7月8日）：報導2014年初開始的委內瑞拉示威，共製作了6段專題影片。[25]
- 《俄羅斯輪盤》（Russian Roulette，2014年3月3日－2015年10月2日）：報導烏克蘭與親俄武裝衝突的新聞專輯。此專輯由前半島電視台俄裔記者西蒙·奧斯特羅夫斯基負責，在烏克蘭和俄羅斯實地採訪，至今共製作111集專題影片。[26] Vice新聞另外也製作了一段與此專題有關的影片，名為 《自拍的士兵》（Selfie Soldiers）[27]，透過一名來自西伯利亞的俄軍士兵巴托·頓巴耶夫（[28]）在社交網站「vk」上載的自拍相片，指出俄軍正規部隊在烏克蘭衝突中進行了積極的干預[29]。
- 《埋伏於南蘇丹》（Ambushed in South Sudan，2014年3月3－7日）：報導南蘇丹內戰，共製作了5段專題影片。[30]
- 《永遠的臨時：臨時勞工的真相》（Permanently Temporary: The Truth About Temp Labor，2014年3月10－14日）：報導美國國內臨時勞工被剝削的問題，共製作了5段專題影片。[31]
- 《土耳其示威》（Protests in Turkey，2014年3月14日－8月9日）：報導土耳其繼2013年反政府示威後，在2014年3月在一次發生的大型示威，共製作了8段專題影片。[32]
- 《高舉最後的希望》（Last Chance High，2014年4月4日－5月22日）：採訪芝加哥西部一所收容被其他學校拒絕的學生之特別學校「摩西蒙蒂菲奧里學院（英语：Moses Montefiore Academy）」，共製作了8段專題影片。[33]
- 《對抗世界盃》、《巴西的混亂》（Contra A Copa、，2014年6月10－21日）：報導巴西民眾發起的反世界盃示威，分2期共製作了8段專題影片。[34]
- 《謀殺、武鬥、冥想》（Murder, Mayhem, and Meditation，2014年6月30日－7月4日）：採訪美國薩利納斯山谷州立監獄（英语：Salinas Valley State Prison），報導監獄囚犯的待遇，共製作了5段專題影片。[35]
- 《口譯員們》（The Interpreters，2014年7月7－11日）：採訪在阿富汗為美軍和北約部隊傳譯的口譯員，共製作了5段專題影片。[36]
- 《撒哈拉被遺忘的戰爭》（The Sahara's Forgotten War，2014年7月14－18日）：報導阿拉伯撒哈拉民主共和國與摩洛哥在西撒哈拉的衝突，共製作了5段影片。[37]
- 《燒毀樹林的湖泊》（The Lake That Burned Down A Forest，2014年7月22－25日）：報導多明尼加共和國的恩里基湖（英语：Lake Enriquillo）因氣候變化而面積急增造成淹浸，失去生計的居民被逼伐木進行木炭黑市交易的情況，共製作了4段專題影片。[38]
- 《可卡因及原油》（Cocaine & Crude，2014年7月29－31日）：報導墨西哥毒梟透過非法安裝的管道，把國營墨西哥石油公司開採的原油偷運至美墨邊境出售獲利的情況，共製作了3段專題影片。[39]
- 《伊斯蘭國》（The Islamic State，2014年8月7－13日）：在伊斯蘭國武裝份子帶領下報導拉卡等地的伊斯蘭國組織運作及社會狀況，共製作了5段專題影片。[40]
- 《被蓋黑的海灣》（Blacked Out Bay，2014年8月19－22日）：採訪曾在古巴關塔那摩灣拘押中心被拘押的前囚犯，共製作了4段專題影片。[41]
- 《羅薩里奧：暴力、毒品和足球》（Rosario: Violence, Drugs, and Football，2014年8月25－27日）：報導阿根廷第三大城市羅薩里奧的打擊毒品行動，共製作了3段專題影片[42]
- 《阿勒頗的幽靈》（Ghosts of Aleppo，2014年9月22－26日）：採訪因敘利亞政府軍空襲和伊斯蘭國地面攻擊而成為幽靈城市的敘利亞反對派根據地阿勒頗，共製作了5段專題影片。[43]
- 《土耳其的邊境戰爭》（Turkey's Border War，2014年10月14－30日）：採訪剛失落科巴尼，且因土耳其封鎖邊境而孤立無援的敘利亞庫爾德部隊，共製作了5段專題影片。[44]
- 《墨西哥消失的學生》（Mexico's Disappeared Students，2014年11月20－27日）：報導墨西哥警方在拘押43名正前往參與示威的學生後，學生被轉交給當地犯罪組織聯合勇士（西班牙语：Guerreros Unidos）後從此失蹤而引發的示威，共製作了3段專題影片[42]。
- 《可樂的新皇帝》（The New King of Coke，2014年12月8－12日）：採訪秘魯政府和美國政府打擊秘魯可卡因種植者的措施，共製作了5段專題影片。[45]
- 《隔壁的戰爭》（The War Next Door，2014年12月17－23日）：採訪以色列國防軍在戈蘭高地與敘利亞的邊境佈防，防止努斯拉陣線進犯的措施，共製作了5段專題影片。[46]
- 《歐洲的仇恨》（Hate in Europe，2015年1月22日－3月4日）：報導德國仇外組織「愛國歐洲人反對西方伊斯蘭化」（PEGIDA）在德雷斯頓、哥本哈根、維也納和倫敦的反伊斯蘭示威，共製作了4段專題影片。[47]
- 《歐洲或死》（Europe Or Die，2015年1月26日－2月16日）：報導北非和中東難民經西班牙海外屬地休達和梅利利亞、希臘和保加利亞等路線的情況偷渡到歐洲的情況，共製作了5段專題影片。[48]另外也在2015年6月24日製作了一段名為《移民滯留科斯島》（Migrants Stranded on Kos）的專題影片。[49]
- 《性、奴隸、毒品在孟加拉》（Sex, Slavery, and Drugs in Bangladesh，2015年2月4日）：採訪孟加拉未成年賣淫和妓女被剝削的情況，只製作了1段專題影片。[50]
- 《煤塵》（Coal Ash，2015年2月18－19日）：採訪美國北卡羅來納州受煤塵（英语：Fly ash）污染影響的民眾，共製作了2段專題影片。[51]
- 《俄羅斯的幽靈軍隊》（Russia's Ghost Army in Ukraine，2015年3月2－4日）：報導在烏克蘭戰死的俄羅斯軍隊士兵被秘密埋葬的過程，和採訪在羅斯托夫、莫斯科和聖彼得堡的軍事醫院中因參與烏克蘭衝突而受傷的俄軍士兵，共製作了3段專題影片。[52]
- 《利比亞的移民監獄》（Libya’s Migrant Jails，2015年3月17－19日）：報導利比亞政府在地中海攔截偷渡客後把他們扣押在扎維耶等地的監獄，共製作了3段專題影片。[53]
- 《亞馬遜中的可可和忠心》（Coca & Faith in the Amazon，2015年3月25－27日）：採訪秘魯、巴西和哥倫比亞交界的亞馬遜雨林深處卡瓦約科查的古柯種植者，共製作了3段專題影片。[54]
- 《對抗博科聖地的戰爭》（The War Against Boko Haram，2015年4月9－11日）：跟隨尼日利亞陸軍（英语：Nigerian Army），報導進攻博科聖地根據地的戰役，共製作了3段專題影片。[55]
- 《普京的宣傳機器》（Putin's Propaganda Machine，2015年4月27－28日）：報導普京統治下俄羅斯政府在烏克蘭衝突期間透過媒體進行的親政府宣傳、反西方宣傳以及對私營媒體的打壓，共製作了2段專題影片。[56]
- 《尼泊爾地震》（Earthquake in Nepal，2015年4月28日－5月5日）：報導2015年4月尼泊爾地震後的災情，共製作了5段專題影片。[57]
- 《英國選舉》（The British Election，2015年5月4－7日）：報導2015年英國大選的相關議題，包括移民政策爭論、穆斯林投票分歧、狩獵合法化和學生貸款等，共製作了5段專題影片。[58]
- 《偷獵，毒品和謀殺在哥斯達黎加：貝殼遊戲（英语：Shell game）》（2015年6月16－18日）：報導哥斯達黎加的海龜被非法狩獵、毒品交易以及相關的暴力事件，共製作了3段專題影片。[59]

### 電視節目
- 《Vice on City》[60]
- 《Vice on HBO》

## 意外事件
2014年4月21日，負責報導烏克蘭與親俄武裝衝突專題《俄羅斯輪盤》的記者西蒙·奧斯特羅夫斯基（Simon Ostrovsky）在烏克蘭斯拉維揚斯克被親俄武裝份子劫持，三天後才獲釋放。事後，西蒙·奧斯托夫斯基在Vice新聞上載的第31段《俄羅斯輪盤》專題影片中講述了經過。

## 外部連結
- 官方网站
- YouTube上的VICE News頻道
- Vice新聞的X（前Twitter）
- Vice新聞的Facebook專頁
- Vice新聞 （页面存档备份，存于）的Tumblr專頁

- Vice on City